# Nankai Electric Railway

Nankai Electric Railway Co., Ltd. (în japoneză 南海電気鉄道株式会社　prescurtare: Nankai, 南海) este o societate feroviară de transport de călători din Japonia.
A fost fondată în 1884 și are sediul în Naniwa-ku, Osaka. Principalul său concurent este JR West.

## Legături externe
- Materiale media legate de Nankai Electric Railway la Wikimedia Commons
- Site web oficial